# Регурду
Регурду је пећина и археолошки локалитет у Дордоњи у Француској. Локалитет је истражен 1954. године.
На налазишту је отркивена неандерталска сахрана, покојник положен на велику гомилу камена, покрај које је саграђена камена конструкција за скелет медведа, што указује да су неандерталци сахрањивали своје мртве са пијететом.